# 皮约—达克斯铁路
皮约－达克斯铁路（法語：Ligne de Puyoô à Dax），是法国本土的一条铁路线，起点为皮约站。终点为达克斯站，全长约30.3公里。该铁路于1863年全线贯通，在法国铁路系统中编号为656000。

## 历史
皮约－达克斯铁路计划于1856年被提出，由法国南部与加龙河运河铁路公司负责修建，于1863年全线贯通，并于1925年完成了全线的电气化改造，1938年成为国有铁路。
由于该铁路最初由法国南部与加龙河运河铁路公司主持建设，其计量原点位于图卢兹，故皮约为该铁路的起点，但法国现代铁路运输系统则将巴黎作为计量原点，故在实际运营中，由皮约前往达克斯方向的列车实际为上行方向。

## 路线
皮约－达克斯铁路由皮约站西侧引出，沿阿里冈溪（ruisseau de l'Arrigan）蜿蜒至达克斯。

## 车站列表
| 皮约－达克斯铁路车站列表 |         |                                                                     |                           |                                                |
| 车站                     | 公里数  | 交汇路线                                                            | 本线停靠车种              | 可换乘交通                                     |
| Puyôo 皮约站             | 270.225 | 图卢兹－巴约讷铁路↑（图卢兹方向） 图卢兹－巴约讷铁路↘（巴约讷方向） | TERNouvelle Aquitaine     |                                                |
| Dax 达克斯站             | 300.572 | 波尔多－伊伦铁路↗（伊伦方向） 波尔多－伊伦铁路↓（波尔多方向）       | TGV TERNouvelle Aquitaine | Trans-Landes Flixbus Ouibus 达克斯城市公共交通 |